# Diócesis de San Pedro de Macorís
La diócesis de San Pedro de Macorís (en latín: Dioecesis Sancti Petri de Macoris) es una circunscripción eclesiástica de la Iglesia católica en la República Dominicana. Se trata de una diócesis latina, sufragánea de la arquidiócesis de Santo Domingo. Desde el 3 de noviembre de 2017 su obispo es Santiago Rodríguez Rodríguez.

## Territorio y organización
La diócesis tiene 2588 km² y extiende su jurisdicción sobre los fieles católicos de rito latino residentes en las provincias de Hato Mayor y San Pedro de Macorís.
La sede de la diócesis se encuentra en la ciudad de San Pedro de Macorís, en donde se halla la Catedral de San Pedro Apóstol.
En 2022 en la diócesis existían 28 parroquias.

## Historia
Por varios años se preparó la diócesis de San Pedro de Macorís como resultado de un plan aprobado en 1975 por la Conferencia del Episcopado Dominicano, según el cual se pedía a la Santa Sede la erección de una nueva diócesis en la región este. La diócesis fue erigida el 1 de febrero de 1997 con la bula Veritatem lucem del papa Juan Pablo II, obteniendo el territorio de la arquidiócesis de Santo Domingo y de la diócesis de Nuestra Señora de la Altagracia en Higüey. A la vez, nombró como su primer obispo a Francisco Ozoria Acosta, quien se desempeñaba como vicario de pastoral de la diócesis de San Francisco de Macorís y párroco de la parroquia Santísima Trinidad (Nagua). La ordenación y toma de posesión del nuevo obispo fue en el Estadio Tetelo Vargas de San Pedro de Macorís, el 15 de marzo de 1997.
El 4 de julio de 2016, el papa Francisco trasladó a Francisco Ozoria a la sede de Santo Domingo, dejando vacante la diócesis. El 10 de septiembre de 2016 nombró a Rafael Leónidas Felipe y Núñez obispo emérito de Barahona como administrador apostólico.
El 3 de noviembre de 2017 el papa Francisco nombró como segundo obispo de la diócesis a Santiago Rodríguez Rodríguez.

## Estadísticas
Según el Anuario Pontificio 2023 la diócesis tenía a fines de 2022 un total de 607 000 fieles bautizados.
| Año                                                                             | Población            | Población | Población      | Sacerdotes | Sacerdotes    | Sacerdotes    | Bautizados por sacerdote | Diáconos permanentes | Religiosos | Religiosos | Parroquias |
| Año                                                                             | Bautizados católicos | Total     | % de católicos | Total      | Clero secular | Clero regular | Bautizados por sacerdote | Diáconos permanentes | Varones    | Mujeres    | Parroquias |
| ------------------------------------------------------------------------------- | -------------------- | --------- | -------------- | ---------- | ------------- | ------------- | ------------------------ | -------------------- | ---------- | ---------- | ---------- |
| 1999                                                                            | 405 000              | 450 000   | 90.0           | 17         | 10            | 7             | 23 823                   | 2                    | 8          | 59         | 12         |
| 2000                                                                            | 432 000              | 480 000   | 90.0           | 20         | 15            | 5             | 21 600                   | 2                    | 6          | 66         | 18         |
| 2001                                                                            | 432 000              | 480 000   | 90.0           | 17         | 10            | 7             | 25 411                   | 2                    | 8          | 73         | 18         |
| 2002                                                                            | 490 000              | 580 000   | 84.5           | 15         | 11            | 4             | 32 666                   | 8                    | 6          | 78         | 19         |
| 2003                                                                            | 492 000              | 581 000   | 84.7           | 17         | 13            | 4             | 28 941                   | 8                    | 8          | 81         | 20         |
| 2004                                                                            | 492 000              | 581 000   | 84.7           | 19         | 13            | 6             | 25 894                   | 8                    | 7          | 84         | 20         |
| 2014                                                                            | 573 000              | 661 000   | 86.7           | 25         | 20            | 5             | 22 920                   | 25                   | 14         | 90         | 24         |
| 2017                                                                            | 582 000              | 670 000   | 86.9           | 29         | 21            | 8             | 20 068                   | 31                   | 16         | 92         | 25         |
| 2020                                                                            | 597 300              | 688 100   | 86.8           | 31         | 24            | 7             | 19 267                   | 31                   | 18         | 77         | 28         |
| 2022                                                                            | 607 000              | 700 000   | 86.7           | 30         | 26            | 4             | 20 233                   | 26                   | 14         | 73         | 28         |
| Fuente: Catholic-Hierarchy, que a su vez toma los datos del Anuario Pontificio. |                      |           |                |            |               |               |                          |                      |            |            |            |

## Episcopologio
| Foto | Escudo | Nombre                       | Período                                                                      |
| ---- | ------ | ---------------------------- | ---------------------------------------------------------------------------- |
|      |        | Francisco Ozoria Acosta      | 1 de febrero de 1997-4 de julio de 2016 nombrado arzobispo de Santo Domingo) |
|      |        | Santiago Rodríguez Rodríguez | Desde el 3 de noviembre de 2017                                              |